# Кимберли (плато)
Ки́мберли (англ. Kimberley) — плато на северо-западе Австралии. Высшая точка — гора Орд (936 м).
Плато сложено преимущественно древними кристаллическими породами и песчаниками, на востоке — базальтами. Расчленено эрозией на отдельные плато и хребты. Преобладает субэкваториальный климат. Растительность на севере плато представлена вечнозелёным эвкалиптовым редколесьем, в долинах рек преобладают леса, на юге — аридное редколесье, на песчаниковых плато — злаки и кустарники.
На территории плато основан национальный парк Гейки-Гордж.
Древнейшее для Австралии наскальное изображение в пещере DR015 в Кимберли датируется возрастом 17,3±0,2 тыс. лет назад. На нём нарисовано кенгуру.